# Julia Michaels
Julia Carin Cavazos (Davenport, Iowa; 13 de noviembre de 1993), conocida por su nombre artístico Julia Michaels, es una cantante y compositora estadounidense.

## Biografía
Michaels nació en Davenport, Iowa, pero se mudó a Santa Clarita, California, al norte de Los Ángeles, con su familia. Ella comenzó a cantar a los 12 años. En su adolescencia, conoció a los compositores Joleen Belle y Lindy Robbins, con quien escribió "Fire Starter" para Demi Lovato y "Miss Movin' On" para Fifth Harmony, siendo estas sus primeras composiciones oficiales.
Michaels ha dicho que sus influencias incluyen a Fiona Apple, a Lisa Mitchell, a Laura Marling, a Missy Higgins, a Paramore, a Juliet Simms, a Sarah Blasko, y a The Fray.
Durante octubre de 2016 se confirmó la entrada de Michaels a la discográfica Republic Records.

## Impacto mundial
Michaels lanzó su primer sencillo, "Issues". "Fue la primera vez que escribí una canción que sonaba tanto como yo que no podía imaginar a nadie más cantandola", dijo Michaels. Ella también dijo que muchos artistas de renombre lucharon por la canción, pero guardó la canción para sí misma, ya que según describe, era su momento de estar en el frente. La canción habla sobre las dificultades del amor y sus defectos en este. Fue lanzada mundialmente el 13 de junio de 2017, teniendo un gran recibimiento en países como Estados Unidos, Australia, Francia, Reino Unido y gran parte de Europa, y terminó siendo una de las canciones más vendidas de 2017. A día de hoy, lleva más de 10 millones de copias vendidas mundialmente. La canción alcanzó el puesto #11 en el Hot 100 de Billboard.

## Discografía
Álbumes de estudio
- Not in Chronological Order (2021)

## Giras

### Como principal
- Inner Monologue Tour (2019)

### Acto de apertura
- Shawn Mendes – Illuminate World Tour (2017)
- Niall Horan – Flicker World Tour (2018)
- Maroon 5 – Red Pill Blues Tour (2018)
- Keith Urban – Graffiti U World Tour (2019)
- Pink – Beautiful Trauma World Tour (2018)
- Linkin Park – Linkin Park & Friends Celebrate Life in Honor of Chester Bennington - [LIVE from the Hollywood Bowl (2017)

## Premios y Nominaciones
| Premio                 | Año  | Nominado/a                | Categoría            | Resultado | Ref.  |
| ---------------------- | ---- | ------------------------- | -------------------- | --------- | ----- |
| Premios AMA            | 2017 | Ella misma                | Mejor artista nuevo  | Nominada  | [ 6 ] |
| Premios Grammy         | 2018 | Ella misma                | Mejor artista novel  | Nominada  | [ 7 ] |
| Premios Grammy         | 2018 | "Issues"                  | Canción del año      | Nominada  | [ 7 ] |
| Premios Grammy         | 2021 | "If the World Was Ending" | Canción del año      | Nominada  | [ 7 ] |
| MTV EMAs               | 2017 | Ella misma                | Mejor Actuación Push | Nominada  |       |
| MTV EMAs               | 2017 | Ella misma                | Mejor artista nuevo  | Nominada  |       |
| MTV Video Music Awards | 2017 | Ella misma                | Mejor artista nuevo  | Nominada  | [ 8 ] |